# Юнпін
25°27′49″ пн. ш. 99°31′46″ сх. д. / 25.46374° пн. ш. 99.5295° сх. д.
Юнпін (кит. 永平县, пін. Yŏngpíng Xiàn) — один із повітів КНР у складі Далі-Байської автономної префектури, провінція Юньнань. Адміністративний центр — містечко Ноден.

## Географія
Юнпін розташовується на заході Юньнань-Гуйчжоуського плато, лежить на схід від річки Меконг.

### Клімат
Повіт знаходиться у зоні, котра характеризується океанічним кліматом субтропічних нагір'їв. Найтепліший місяць — червень із середньою температурою 21,7 °C. Найхолодніший місяць — січень, із середньою температурою 8 °С.
| Клімат повіту Юнпін     | Клімат повіту Юнпін | Клімат повіту Юнпін | Клімат повіту Юнпін | Клімат повіту Юнпін | Клімат повіту Юнпін | Клімат повіту Юнпін | Клімат повіту Юнпін | Клімат повіту Юнпін | Клімат повіту Юнпін | Клімат повіту Юнпін | Клімат повіту Юнпін | Клімат повіту Юнпін | Клімат повіту Юнпін |
| Показник                | Січ.                | Лют.                | Бер.                | Квіт.               | Трав.               | Черв.               | Лип.                | Серп.               | Вер.                | Жовт.               | Лист.               | Груд.               | Рік                 |
| Середній максимум, °C   | 17,7                | 19,3                | 22,3                | 25,2                | 26,6                | 26,6                | 26,1                | 26,6                | 25,8                | 24,1                | 20,8                | 18,2                | 23,3                |
| Середня температура, °C | 8                   | 9,8                 | 12,8                | 16,3                | 19,9                | 21,7                | 21,4                | 21,1                | 19,8                | 17,4                | 12,6                | 8,8                 | 15,8                |
| Середній мінімум, °C    | 0,3                 | 1,6                 | 4,4                 | 8,5                 | 14,3                | 18,1                | 18,5                | 17,9                | 16,4                | 13,2                | 7                   | 2                   | 10,2                |
| Норма опадів, мм        | 13.1                | 19.7                | 24.7                | 25.9                | 66.2                | 120                 | 180.8               | 197.1               | 164.4               | 99.4                | 31.4                | 9                   | 951.7               |
| Вологість повітря, %    | 71                  | 68                  | 65                  | 66                  | 68                  | 78                  | 84                  | 85                  | 85                  | 81                  | 78                  | 76                  | 75.4                |
| ----------------------- | ------------------- | ------------------- | ------------------- | ------------------- | ------------------- | ------------------- | ------------------- | ------------------- | ------------------- | ------------------- | ------------------- | ------------------- | ------------------- |
| Джерело: data.cma.cn    |                     |                     |                     |                     |                     |                     |                     |                     |                     |                     |                     |                     |                     |